# Великий Глибочок
Вели́кий Глибочо́к — село в Україні, у Білецькій сільській громаді Тернопільського району Тернопільської області. Розташоване на річці Нестерівка, притоці Серету, на північному заході району. З 17 січня 1940 до кінця грудня 1962 районний центр. У 1985–1989 — селище міського типу. До села приєднано хутір Під Гаєм. Населення становить 2459 осіб (2019).
До 2018 року — центр сільської ради. Від 2018 року ввійшло у склад Білецької сільської громади.

## Історія
На околицях села виявлено стоянку періоду Ашель (300–100 тис. р. тому), середніпалеолітичну та пізньопалеолітичну стоянки (40-20 тис. р. тому), поселення пізньої бронзової доби, могильник і поселення періоду раннього заліза, розкопано 3 кургани періоду Київської Русі. В урочищі Попова Долина розміщене поселення трипільської культури. Матеріали археологічних розвідок зберігаються у наукових архівах.
Перша писемна згадка відноситься до 1529 року: згідно з описом Чернихівського замку. Частина назви «Великий» відома від XVIII століття.
1546 року власник Тернополя Ян Амор Тарновський захопив Глибочок, що належав Беаті Острозькій.
Село зазнавало нападів татар у 1544, 1575, 1629, 1653 і 1694 роках.
Під час Національно-визвольної війни 1648–1657 років під проводом Богдана Хмельницького багато жителів Великого Глибочка вступило в загони Максима Кривоноса.
1772 року Великий Глибочок згідно з Першим поділом Речі Посполитої відійшов до Австрії.
У 1810—1815 роках із усім Тернопільським краєм входив до Російської імперії, 1815 повернений до Австрії.

Залізнична станція Глибочок-Великий

1870 року через село проклали залізницю, що з'єднала його зі Львовом і Тернополем.

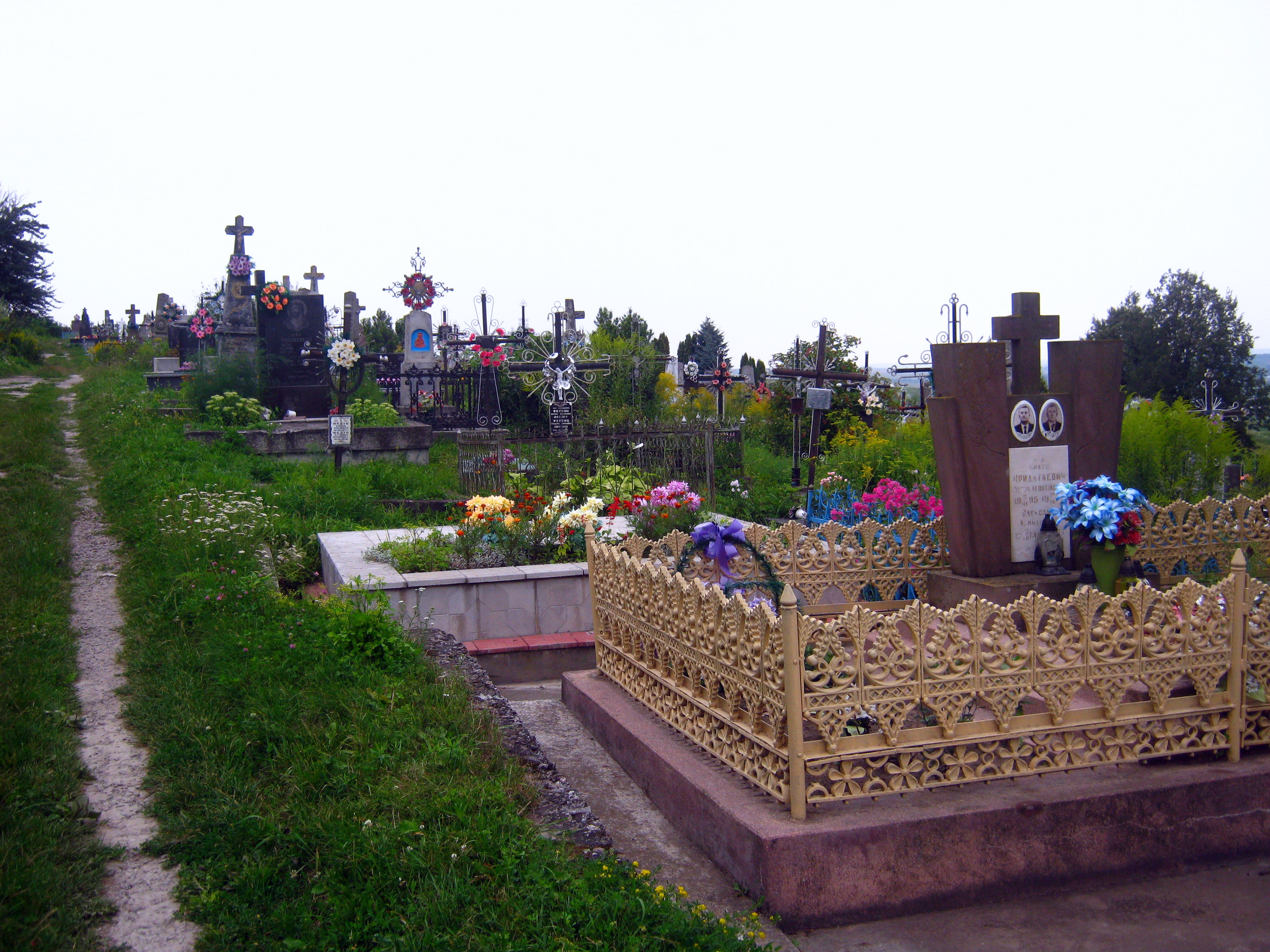
Сільське кладовище

На початку XX століття діяли товариства:
- «Просвіта» (з 1903)
- «Січ» (від 1905).

У 1910 році було засновано чотирикласну школу.
У серпні 1914 року Великий Глибочок зайняли російські війська, працював госпіталь. У листопаді 1918 село увійшло до ЗУНР. Від вересня 1920 — до Польщі.
17 вересня 1939 року в село увійшла Червона армія. У січні 1940 року створено Великоглибочецький район, що проіснував до кінця 1962, коли Великий Глибочок перейшов до Зборівського району, від 8 грудня 1966 року — до Тернопільського району. З 30 червня 1941 до 23 березня 1944 роки Великий Глибочок перебував під німецькою окупацією, від 3 серпня 1941 року в селі діяв концтабір. З 1944 року село знову під владою СРСР. 
За переписом населення України 2001 року в селі мешкали 2404 особи. 
12 червня 2020 року, відповідно до розпорядження Кабінету Міністрів України № 724-р «Про визначення адміністративних центрів та затвердження територій територіальних громад Тернопільської області» увійшло до складу Білецької сільської громади.
19 липня 2020 року, в результаті адміністративно-територіальної реформи та ліквідації Тернопільського району, село увійшло до складу новоутвореного Тернопільського району.

## Населення

### Мова
Розподіл населення за рідною мовою за даними перепису 2001 року:
| Мова            | Кількість | Відсоток |
| --------------- | --------- | -------- |
| українська      | 2425      | 99.22%   |
| російська       | 14        | 0.58%    |
| білоруська      | 2         | 0.08%    |
| польська        | 2         | 0.08%    |
| інші/не вказали | 1         | 0.04%    |
| Усього          | 2444      | 100%     |

## Пам'ятки
У селі є мурована церква Різдва Пресвятої Богородиці (1846 р.), дві каплички, «фігура» Пресвятої Богородиці (1961 р., відновлена 1991).

Церква Різдва Пресвятої Богородиці і пам'ятний хрест борцям за волю України
Пам'ятник провіднику Організації Українських Націоналістів Ярославові Стецьку

Споруджено пам'ятники:
- на честь скасування панщини 1848 (відновлено 1990)
- воїнам-односельцям, полеглим у німецько-радянській війні (1968) — обеліск, увінчаний п'ятикутною зіркою, збудований на братській могилі 33 воїнів Радянської армії, які загинули при боях за Великий Глибочок[8]
- воякам УПА (1993)
- Ярославові Стецьку (2002) (скульптора Олександр Маляр)
- встановлений пам'ятні знаки «За тверезість» (1874) та воякам УПА (2003)
- меморіальна дошка Ярославові Стецьку.
- загиблому в АТО Андрію Дрьоміну[9].

Пам'ятник Тарасові Шевченку (1966)
Меморіальна дошка Ярославові Стецьку
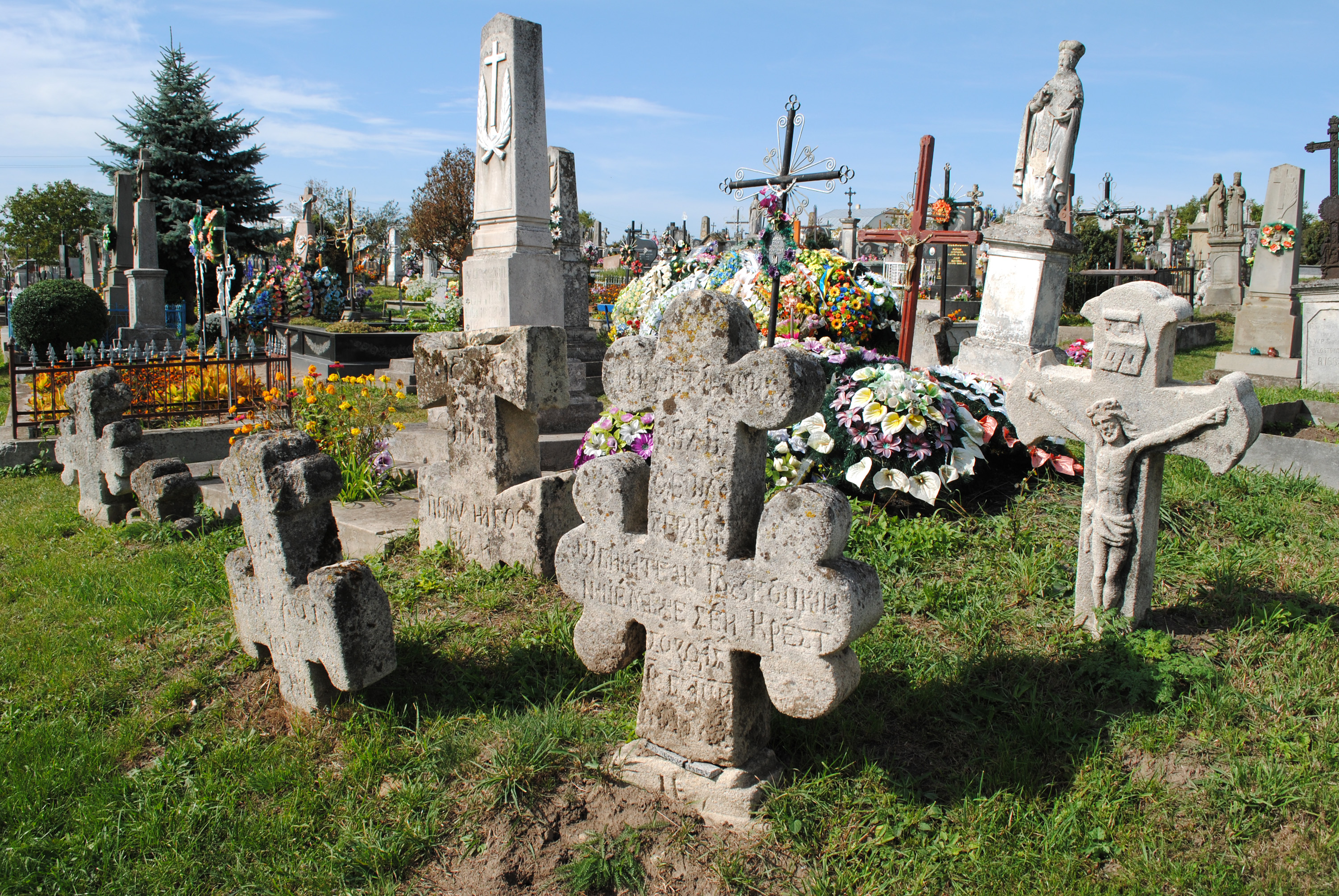
Цвинтар у Великому Глибочку

### Пам'ятник Тарасові Шевченку
Пам'ятка монументального мистецтва місцевого значення. Розташований біля дитячого відділення районної лікарні.
Встановлений 1966 року. Масове виробництво.
Погруддя  бетон, постамент — камінь. Розміри погруддя — 0,8 м, постаменту — 1,6 м

## Музеї
Працюють:
- шкільна кімната-музей (2001)
- сільський музей (2002) Ярослава Стецька. Рішенням Тернопільської обласної ради № 1197 від 6 листопада 2018 року увійшов до складу музейного комплексу — КУ Тернопільської обласної ради «Музей національно-визвольної боротьби Тернопільщини»[12].

## Соціальна сфера
Діють загальоосвітня школа І—ІІІ ступенів, будинок культури, бібліотека, відділення зв'язку, лікарня Червоного Хреста.

## Відомі особи

Мітинг біля пам'ятника Ярославові Стецьку

### Народилися
- Роман Борковський — громадський діяч у США
- архітектор Олександра Кобат-Турчин
- Лука Турчин — український педагог, громадський діяч
- літераторка Ірина Шикерява-Шпак
- офіцер Служби безпеки України, генерал-майор, краєзнавець Петро Житар
- військовик, учасник АТО Андрій Дрьомін (03.01.1982—†10.08.2014)[13][14][15].

### Проживали
- політичний діяч Ярослав Стецько.
- проживав, учителював і тут похований — фольклорист, музикознавець, краєзнавець Петро Медведик.

### Працювали
- Євген Ваврик, Тадей Давидко — режисери у самодіяльному народному драматичному театрі (від березня 1972).
- Олександр Федорук — мистецтвознавець, журналіст у районній газеті «Голос колгоспника».
- Звершхановський Фелікс Андрійович — лікар-терапевт, доктор медичних наук, професор.

### Перебували
- письменники Іван Франко та Лесь Мартович (1898), Андрій Малишко і Вадим Собко (1939), композитори Євген Козак і Георгій Майборода, художник Ігор Зілінко, митрополит Андрей Шептицький.

## Рекреація
Біля села розміщені:
- Серетський гідрологічний заказник
- Чистилівський орнітологічний заказник (обидва — загальнодержавного значення)
- комплексна пам'ятка природи місцевого значення відслонення сармату

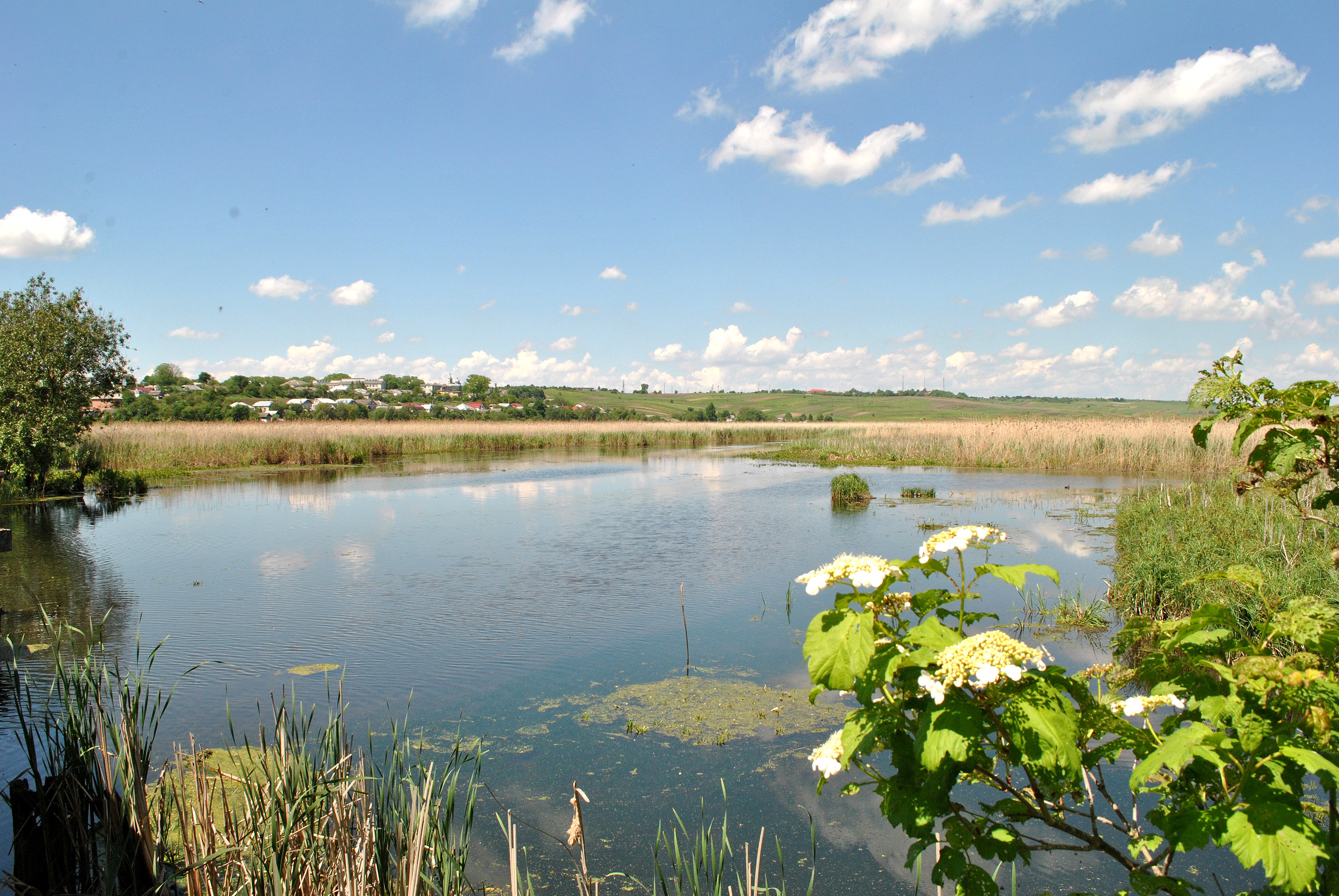
Серетський гідрологічний заказник
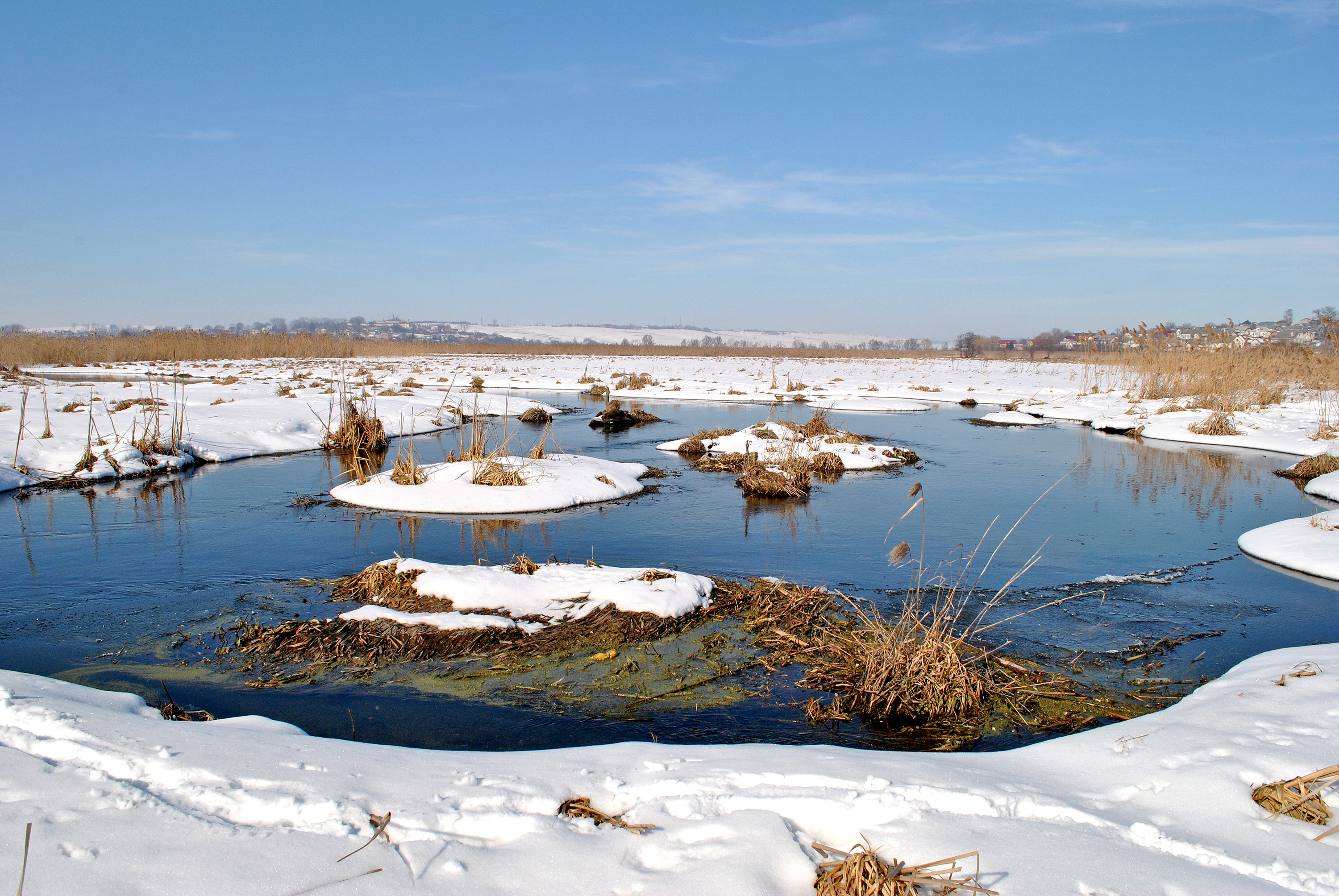
Зимовий вид на Чистилівський орнітологічний заказник
Відслонення сармату

## Галерея

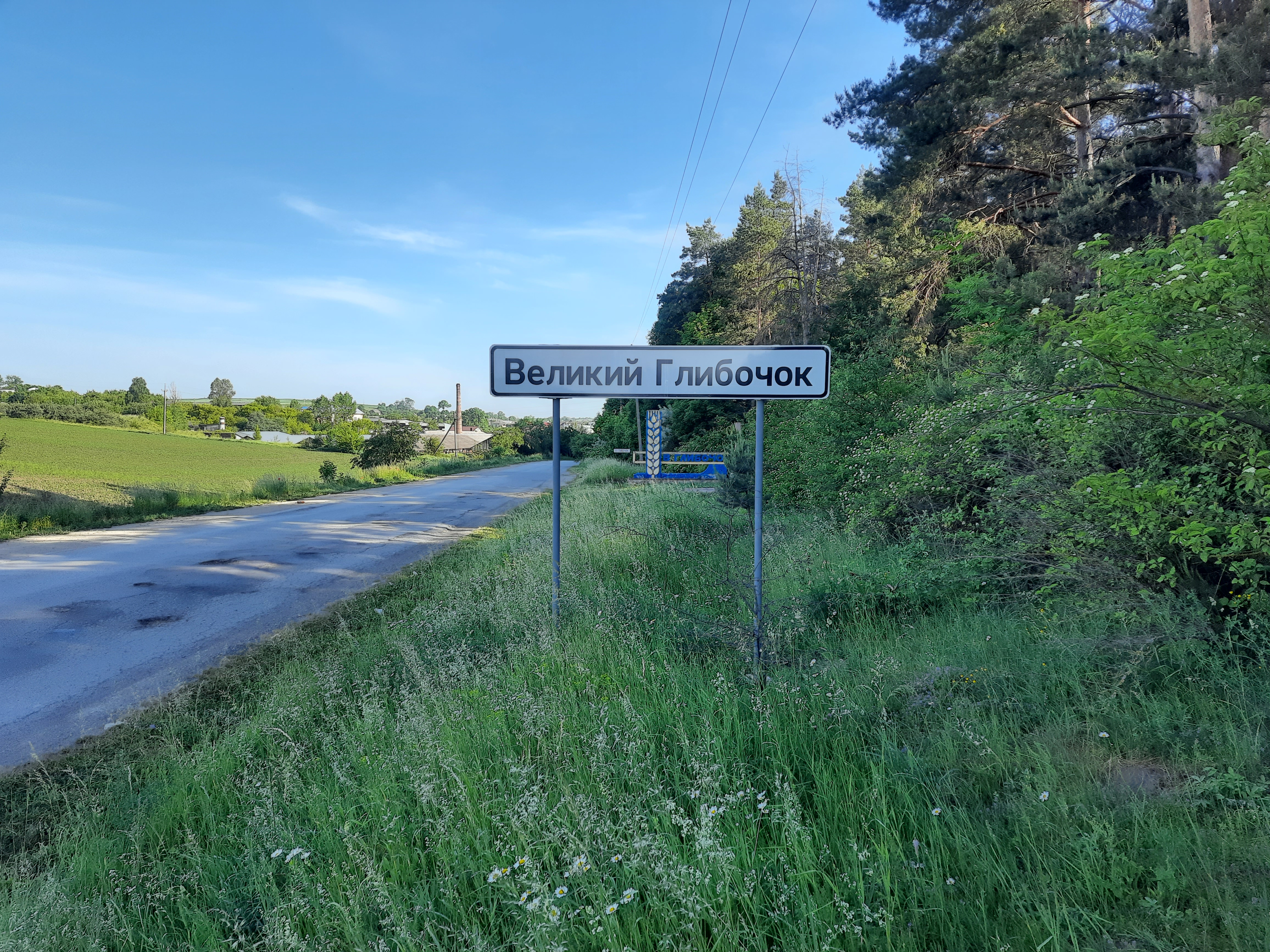
Дорожній знак при в'їзді в село
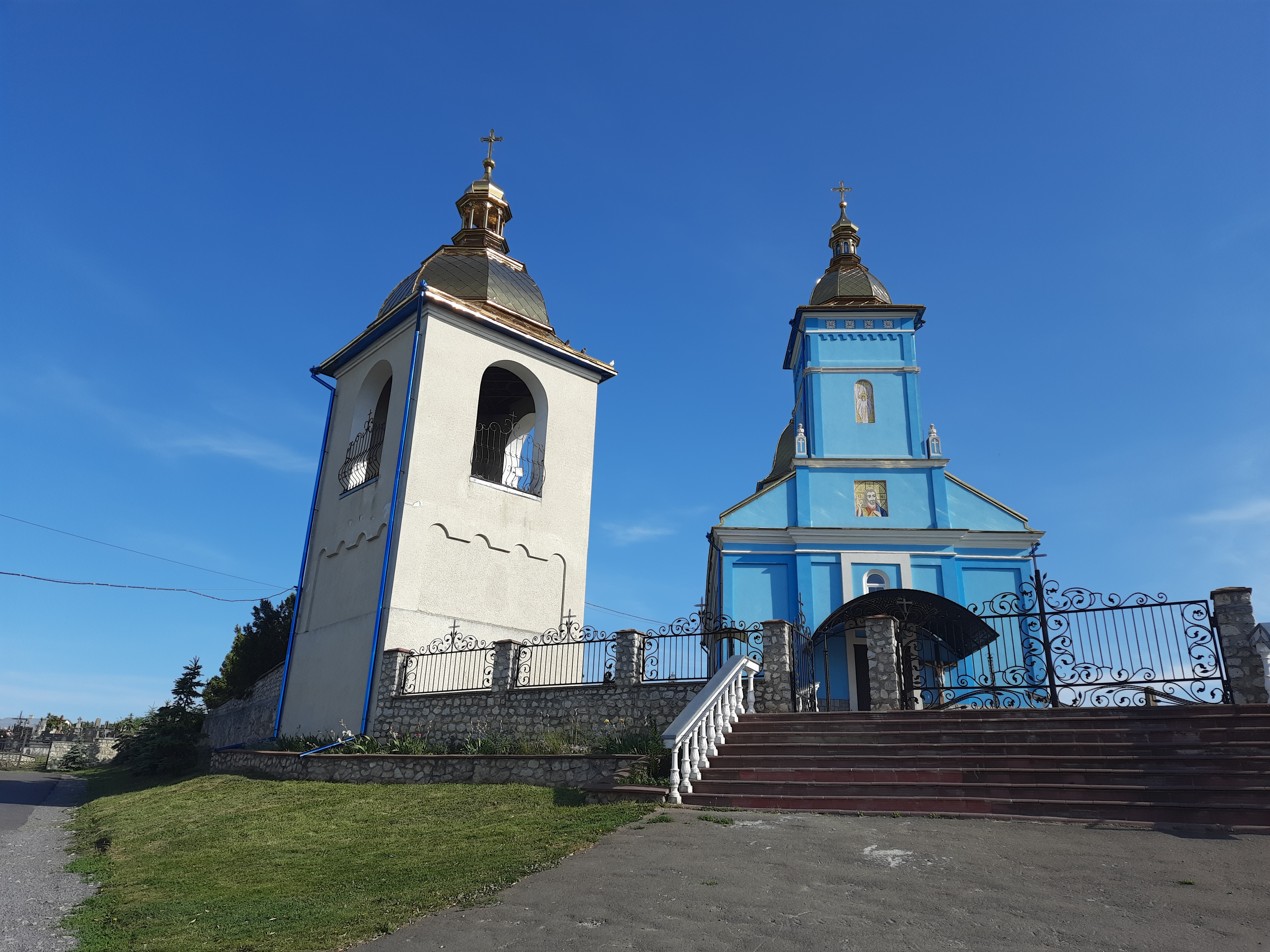
Церква Різдва Пресвятої Богородиці
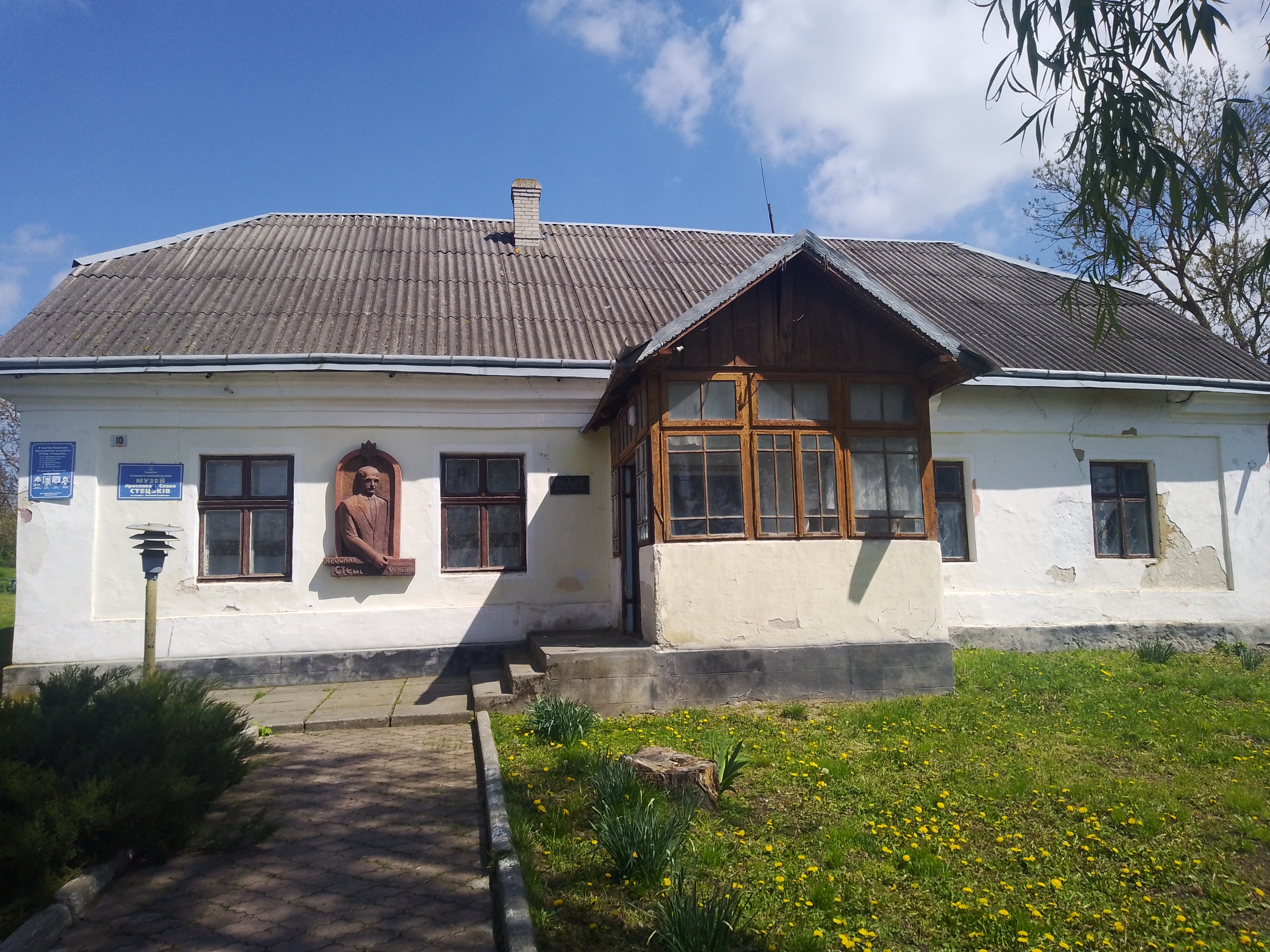
Родинна хата Ярослава Стецька
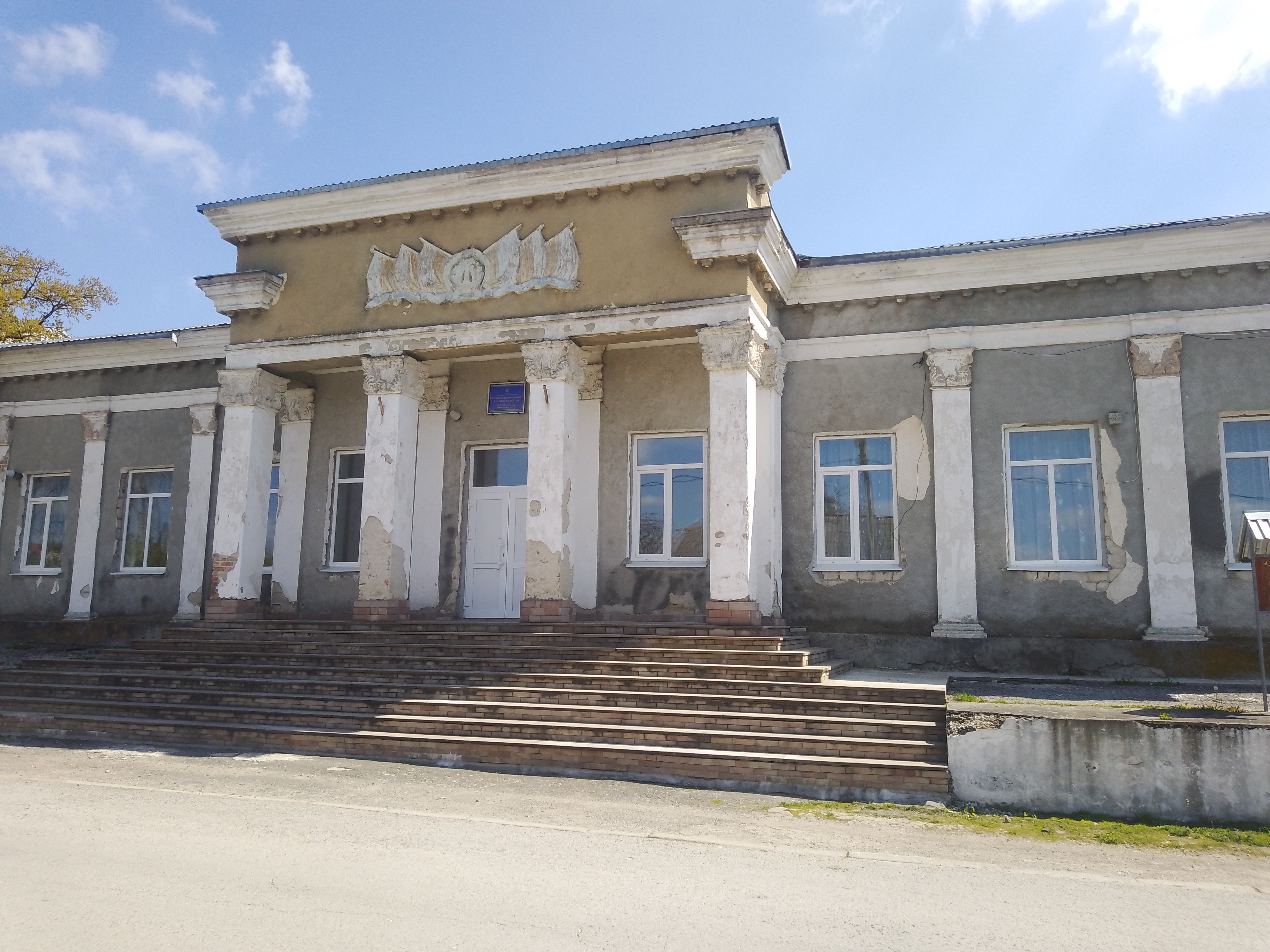
Будинок культури с. Великий Глибочок
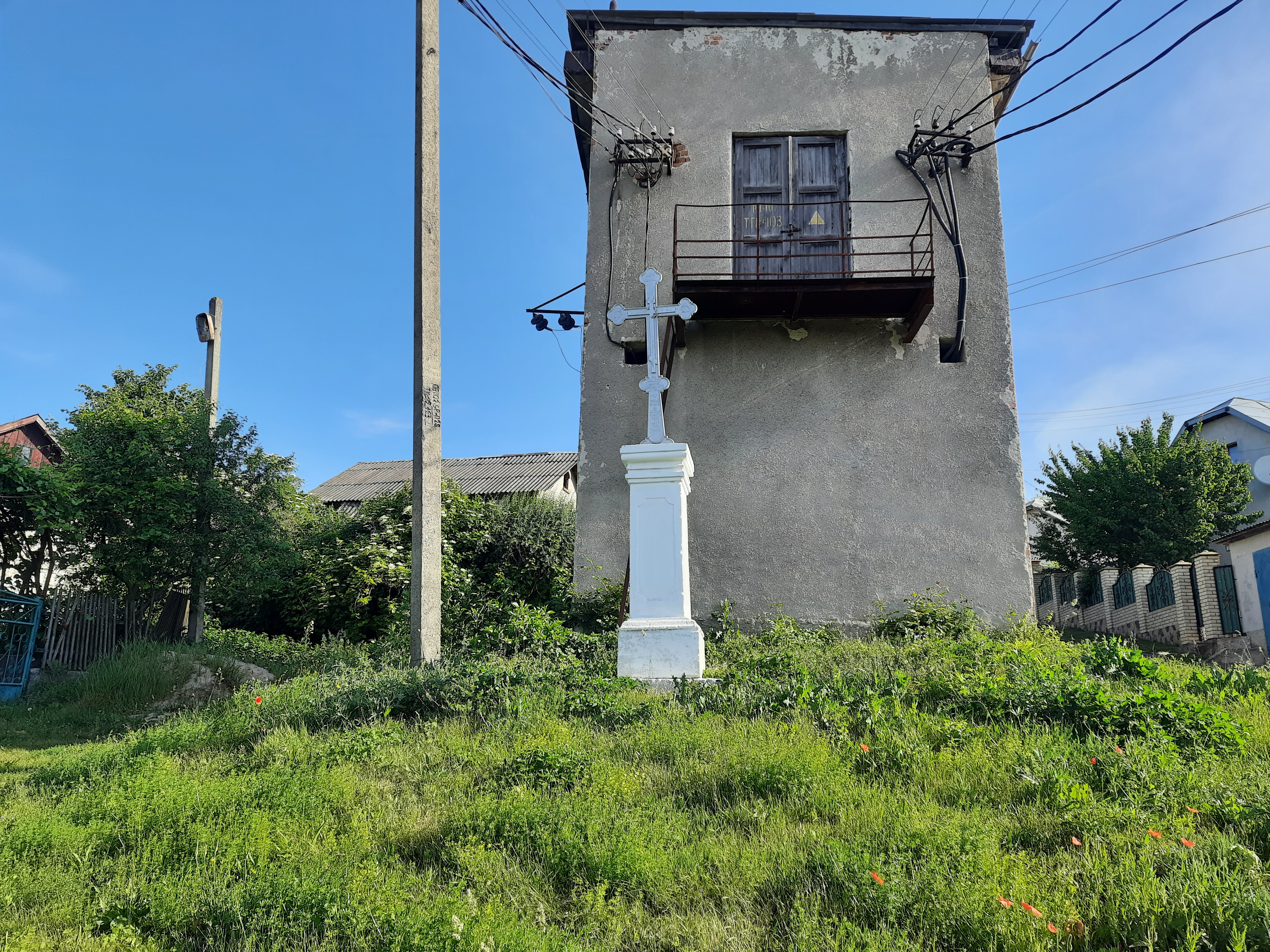
Пам'ятний знак (хрест) «За тверезість»
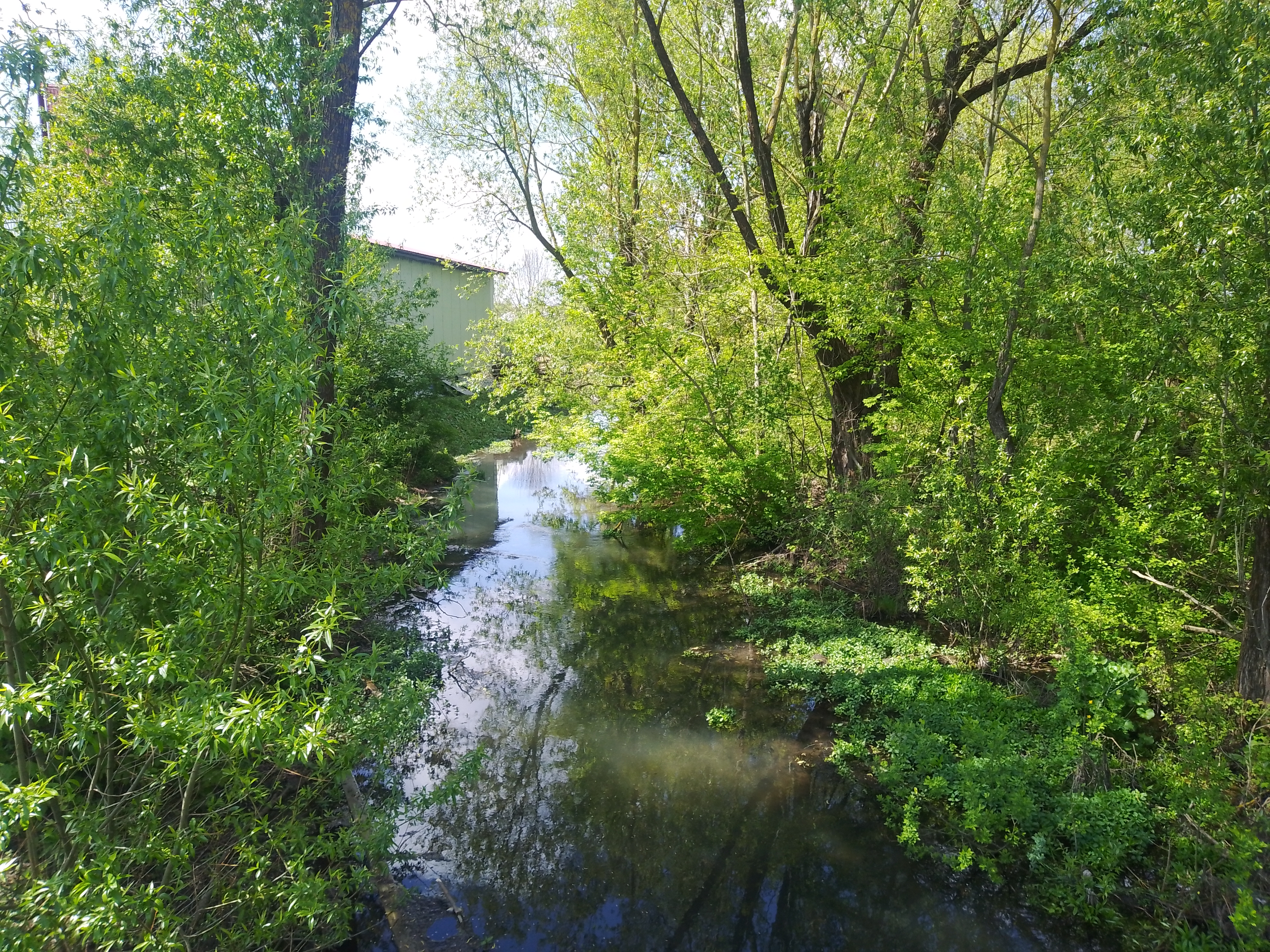
Річка Нестерівка